# Liudmila Belàvenets
Liudmila Belàvenets (rus: Людмила Сергеевна Белавенец)  (Moscou, 7 de juny de 1940 - Moscou, 7 de novembre de 2021) va ser una jugadora d'escacs jueva de Rússia. Era filla del també jugador d'escacs rus Serguei Belàvenets.

## Títols i resultats destacats en competició
Era Gran Mestre Internacional femenina d'escacs per correspondència, i la IV Campiona del món de la ICCF (escacs per correspondència) entre 1984 i 1992. Tenia també el títol de Mestre Internacional Femení d'escacs des de 1977. El 1975 va guanyar el Campionat d'escacs femení de la Unió Soviètica.